# Harrison (Idaho)
Harrison è una città degli Stati Uniti d'America, situata nello Stato dell'Idaho e in particolare nella Contea di Kootenai.